# (71556) Page
(71556) Page est un astéroïde de la ceinture principale.

## Description
(71556) Page est un astéroïde de la ceinture principale. Il fut découvert le 27 février 2000 à Las Cruces par David S. Dixon. Il présente une orbite caractérisée par un demi-grand axe de 3,04 UA, une excentricité de 0,09 et une inclinaison de 9,5° par rapport à l'écliptique.

## Compléments